# La Indiana
La Indiana es una pedanía de la ciudad malagueña de Ronda situada a unos cinco kilómetros al oeste del casco urbano de esta, en el valle del río Guadiaro.
Construida alrededor de la estación ferroviaria de Montejaque, de la línea de Ferrocarril Bobadilla-Algeciras a finales del siglo XIX, tuvo especial importancia durante el siglo XX como centro de distribución para los pueblos cercanos de los distintos artículos de contrabando traídos por ferrocarril desde Gibraltar.
Forma parte de este enclave rural el acuartelamiento del Cuarto Tercio de la Legión Española, con sede en Ronda.
Desde 1985 la estación de Montejaque se trasladó a la de Benaoján, que pasó a denominarse Estación de Benaoján-Montejaque.
La estación situada en La Indiana ha pasado a llamarse propiamente La Indiana. En la actualidad está en desuso y la parada de los trenes es facultativa.
En el futuro se espera la construcción de una línea de Ferrocarril de Alta Velocidad entre Antequera y Ronda. Se ha elegido esta ubicación para la futura Estación de Ronda-La Indiana por la dificultad orográfica que implicaría llevar el AVE hasta la Estación de Ronda, situada en el centro de la ciudad, que quedará comunicada con esta mediante trenes lanzadera a través de un ramal de la línea actual.
El Gran Recorrido 249 pasa por el poblado.